# Steinaviadukt

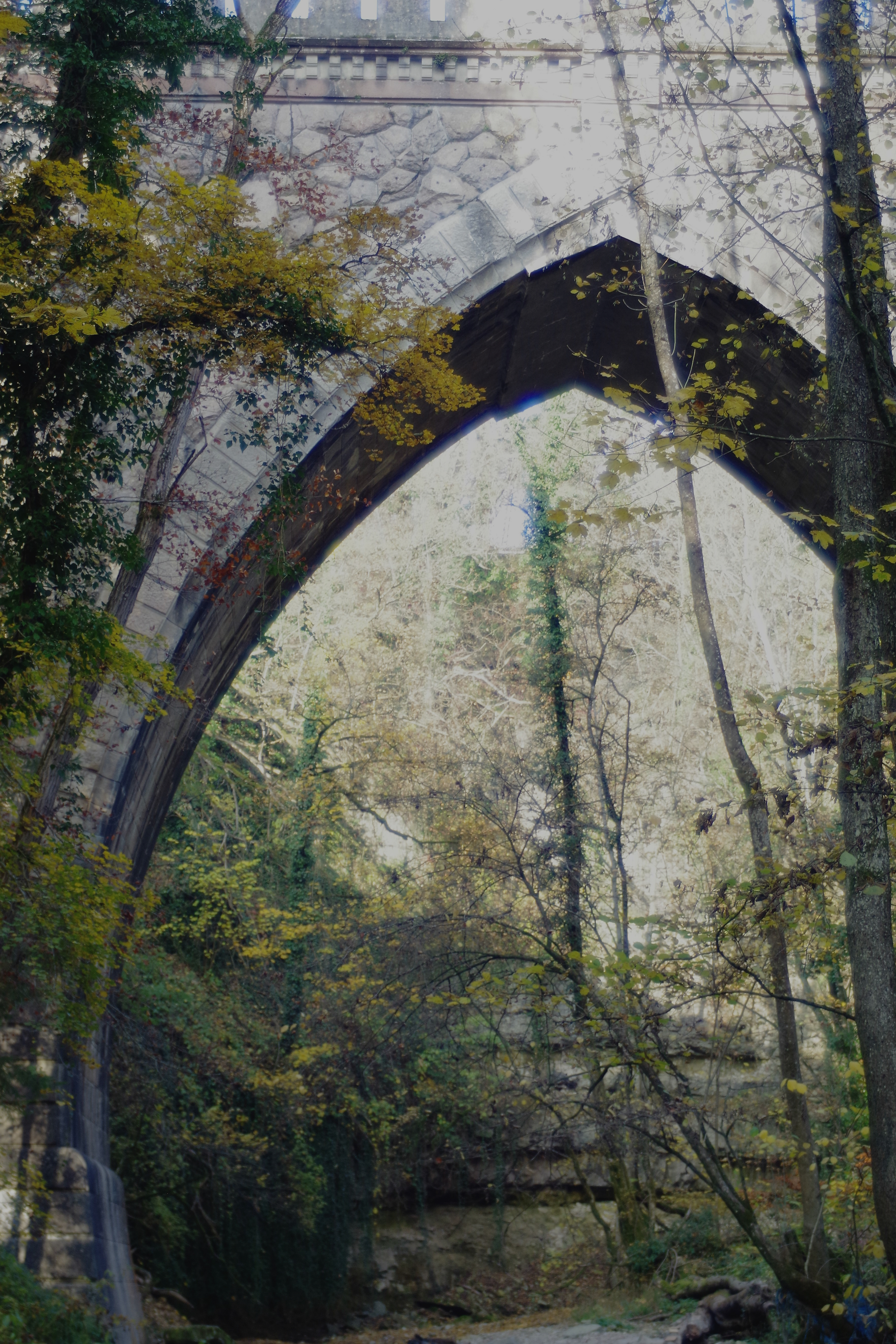
Steinaviadukt

Das Steinaviadukt ist ein Eisenbahnviadukt der Hochrheinbahn über die Steina auf der Gemarkungsgrenze von Waldshut-Tiengen und Unterlauchringen. Das Viadukt wurde zusammen mit dem Abschnitt der Hochrheinbahn von Waldshut nach Konstanz über Schaffhausen ab 1856 unter Robert Gerwig geplant und bis 1862 erbaut. Es ist die einzige Spitzbogen-Eisenbahnbrücke in Deutschland.

## Geschichte
Die Fundamente stehen am Ufer bzw. im Flussbett der oftmals durch Versickerung trockenfallenden Steina auf einer Muschelkalkformation, die hier in einer Mäanderschlucht ostweststreichend ausläuft. Das Viadukt ist in Normalspur eingleisig angelegt. Der zweispurige Ausbau der Strecke war ursprünglich eingeplant. Die Nachverhandlungen mit Schaffhausen wurden am 30. Dezember 1858 mit einem Vertrag abgeschlossen und die feierliche Eröffnung der gesamten Strecke erfolgte am 13. Juni 1863. Bereits am 18. Dezember 1862 war eine erste Probefahrt unternommen worden. Zur Eröffnung war auch der Besuch des Großherzogs, Friedrich I. vorgesehen: Seine königliche Hoheit, der Großherzog werden geruhen, den Festzug nach Constanz von Waldshut aus anzuwohnen. (...) Zwischen Thiengen und Oberlauchringen Aufenthalt 10 Min. zur Besichtigung der Eisenbahnbrücke über die Steinach. (...)

## Weblink
- Bilder von der Brücke